# Kim Won-hee
Kim Won-hee (em coreano: 김원희; nascida em 9 de junho de 1972) é uma atriz e apresentadora de televisão sul-coreana. Ela começou sua carreira como atriz, estrelando em séries de televisão como Queen (1999), The Thief's Daughter (2000), Love Needs a Miracle (2005) e Don't Ask Me About the Past (2008), bem como os filmes Oh! LaLa Sisters (2002), Marrying the Mafia II (2005), Marrying the Mafia III (2006) e Swindler in My Mom's House (2007). Nos últimos anos, Kim se tornou mais ativa com variedades e programas de entrevistas, notadamente Come to Play, que ela e Yoo Jae-suk apresentaram por oito anos.

## Filmografia

### Filme
| Ano  | Título                               | Função                              |
| ---- | ------------------------------------ | ----------------------------------- |
| 1992 | An Unlikely Farewell (short film)    | Sook-yi                             |
| 1994 | The Man Who Cannot Kiss              | Yoo Mi-na                           |
| 1996 | Piano Man                            | Doctor                              |
| 1998 | Extra                                | Kang Bo-ra                          |
| 2002 | Oh! LaLa Sisters                     | Jang Mi-ok                          |
| 2003 | North Korean Guys                    | Woman at homestay (breve aparição)  |
| 2004 | Father and Son: The Story of Mencius | Piggy mother (breve aparição)       |
| 2005 | Marrying the Mafia II                | Kim Jin-kyung                       |
| 2006 | Marrying the Mafia III               | Kim Jin-kyung/Park Jin-sook         |
| 2006 | Who Slept with Her?                  | Jae-seong's mother (breve aparição) |
| 2007 | Swindler in My Mom's House           | Hye-ju                              |

### Séries de televisão
| Ano  | Título                                  | Função                                          | Rede |
| ---- | --------------------------------------- | ----------------------------------------------- | ---- |
| 1991 | Mudongine House                         |                                                 | MBC  |
| 1994 | The Moon of Seoul                       | Ho-soon                                         | MBC  |
| 1994 | Way of Living: Woman                    | Choi Yoon-na                                    | SBS  |
| 1995 | Jang Hui-bin                            | Queen Inhyeon                                   | SBS  |
| 1995 | LA Arirang                              |                                                 | SBS  |
| 1996 | Wealthy Yu-chun                         | Song Cho-won                                    | SBS  |
| 1996 | Im Kkeokjeong                           | Hwang Woon-chong                                | SBS  |
| 1997 | Palace of Dreams                        | Heo Mi-kang                                     | SBS  |
| 1997 | OK Ranch                                |                                                 | SBS  |
| 1997 | Miss & Mister                           |                                                 | SBS  |
| 1998 | The Barefooted Youth                    |                                                 | KBS2 |
| 1998 | Hong Gil-dong                           | Kim In-ok                                       | SBS  |
| 1998 | Eun-shil                                | Yang Kil-rye                                    | SBS  |
| 1999 | Queen                                   | Kang Seung-ri                                   | SBS  |
| 2000 | The Thief's Daughter                    | Kim Myung-sun                                   | SBS  |
| 2001 | Honey Honey                             |                                                 | SBS  |
| 2005 | Love Needs a Miracle                    | Cha Bong-shim                                   | SBS  |
| 2008 | Don't Ask Me About the Past             | Kwak Sun-young                                  | OCN  |
| 2008 | Things We Do That We KnowWe Will Regret | (episódio 4: "On a Night Sparkling with Stars") | KBS2 |

### Variedade/programa de rádio
| Ano           | Título                                          | Rede         | Notas            |
| ------------- | ----------------------------------------------- | ------------ | ---------------- |
| 1998-2001     | Love for Three Days                             | iTV          |                  |
| 2001-2003     | Hopeful Music at Noon                           | MBC FM4U     | DJ               |
| 2002-2009     | Mystery TV: Surprise                            | MBC          | Anfitrião        |
| 2003-2005     | Korea's First Period                            | KBS2         | Anfitrião        |
| 2004-2012     | Come to Play with Yoo Jae-sukand Kim Won-hee    | MBC          | Anfitrião        |
| 2005-2007     | Afternoon Discovery                             | MBC FM4U     | DJ               |
| 2006-2007     | Hey Hey Hey - Season 2                          | SBS          | Anfitrião        |
| 2006-2008     | 3 Color Women Talk Show                         | MBC Dramanet | Anfitrião        |
| 2008-2009     | Complaint Zero                                  | MBC          | Anfitrião        |
| 2008-2009     | May I Sleep Over?                               | MBC          | Anfitrião        |
| 2009–presente | Jagiya (Honey)                                  | SBS          | Anfitrião        |
| 2009–presente | Sold Out Women's Blog                           | Story On     | Anfitrião        |
| 2010          | Family Outing 2                                 | SBS          | Membro do elenco |
| 2010-2011     | He's Just Not That into You                     | Mnet         | Anfitrião        |
| 2011          | Diet Revenge                                    | E Channel    | Anfitrião        |
| 2011-2012     | Art School                                      | Channel A    | Anfitrião        |
| 2012-2013     | Chatter with Kim Won-hee                        | Story On     | Anfitrião        |
| 2012-2013     | King of Anger                                   | Channel A    | Anfitrião        |
| 2013–presente | 살림 9단의 만물상                               | TV Chosun    | Anfitrião        |
| 2014          | King of the Game                                | JTBC         | Anfitrião        |
| 2015          | Great Recipe: Let's Go to the Mart              | KBS2         | Anfitrião        |
| 2020–presente | TV Loaded with Love Season 3 (TV는 사랑을 싣고) | KBS2         | Anfitrião        |
| 2020–presente | We Got Divorced                                 | TV Chosun    | Anfitrião        |

## Prêmios e indicações
| Ano  | Prêmio                    | Categoria                              | Trabalho nomeado      | Resultado |
| ---- | ------------------------- | -------------------------------------- | --------------------- | --------- |
| 1996 | SBS Drama Awards          | Netizen Popularity Award               |                       | Venceu    |
| 2001 | SBS Drama Awards          | Excellence Award, Actress              |                       | Venceu    |
| 2002 | MBC Drama Awards          | Excellence Award in Radio              | Hopeful Music at Noon | Venceu    |
| 2003 | 39th Baeksang Arts Awards | Most Popular Actress (TV)              | Im Kkeokjeong         | Venceu    |
| 2004 | MBC Entertainment Awards  | Excellence Award in a Variety Show     |                       | Venceu    |
| 2005 | MBC Entertainment Awards  | Top Excellence Award in a Variety Show |                       | Venceu    |
| 2007 | 43rd Baeksang Arts Awards | Best Female Variety Performer          | Come to Play          | Indicado  |
| 2007 | MBC Entertainment Awards  | Popularity Award in a Variety Show     |                       | Venceu    |
| 2009 | SBS Entertainment Awards  | Best MC                                |                       | Venceu    |
| 2010 | MBC Entertainment Awards  | Special Award in a Variety Show        | Come to Play          | Venceu    |
| 2011 | 47th Baeksang Arts Awards | Best Female Variety Performer          | Come to Play          | Venceu    |
| 2011 | MBC Entertainment Awards  | PD Award                               |                       | Venceu    |
| 2014 | SBS Entertainment Awards  | Best MC                                | Jagiya                | Venceu    |